# 胡世安
胡世安（1593年—1663年），字處靜、號菊潭、秀巖，四川省資州直隸州井研縣人，明末清初政治人物，崇祯初年同進士出身。
崇禎元年（1628年），登進士，累官詹事府少詹事。明亡后仕清，順治元年，仍授詹事府少詹事、任翰林院侍讀學士、翰林院掌院學士。順治二年，任國史院學士。順治四年，任殿試讀卷官。順治五年，任禮部左侍郎。順治九年，升任禮部尚書。順治十二年，任太子太保。順治十四年，任經筵講官；次年改武英殿大學士，兼兵部尚書。順治十六年，任少保，兼太子太保。順治十七年，任武殿試讀卷官。順治十八年，任秘書院大學士、少師、太子太師；同年致仕。

## 著作
著有《異魚圖贊補》 （页面存档备份，存于）。